# Centaurea pseudodegeniana
Centaurea pseudodegeniana — вид квіткових рослин родини айстрових (Asteraceae). Ендемік Румунії.